# Skin Collector
Skin Collector ist ein US-amerikanischer Thriller von Julian Richards aus dem Jahr 2011. Es handelt sich um eine Verfilmung des Romans Shiver (so auch der Originaltitel) von Michael Prescott.

## Handlung
In Portland treibt ein Serienmörder sein Unwesen. Der Täter nennt sich selbst „Vogel Greif“ (im Original „Griffin“) und hinterlässt eine Greifstatuette am Tatort. Die Opfer sind alle weiblich und wurden post mortem vergewaltigt und der Kopf abgetrennt sowie als Trophäe entnommen. Der Täter hinterließ bisher keine DNA-Spuren. Detective Delgado ist auf den Fall angesetzt. Der Captain macht ihm ordentlich Druck. Es fehlen jedoch jegliche Hinweise, kein brauchbares Motiv und zusätzlich verhöhnt der Täter die Polizei mit Nachrichten, die er per Kassette ans Polizeirevier sendet.
Wendy Alden gerät in das Visier des Killers. Die brave Büroangestellte ist die bisher einzige Person, die sich gegen den Serienmörder gewehrt hat und ihm eine Stichverletzung zufügen konnte. Aus dem Krankenhaus entlassen soll sie die Nacht bei ihrem Freund verbringen, bewacht von Polizisten. Doch der Täter findet sie, tötet ihren Geleitschutz und auch ihren Freund, der auf der Couch schläft. Erneut gelingt Wendy die Flucht. Die Verfolgungsjagd endet mit einem Unfall. Erneut im Krankenhaus soll Wendy nun in eine sichere Unterkunft gebracht werden.
Als Delgado seinen getöteten Kollegen nackt vorfindet, ist es bereits zu spät: der Serienmörder hat sich als Polizist getarnt und Wendy entführt. Er bringt sie in eine abgelegene Waldhütte und tut so, als wären sie frisch verliebt. Derweil findet Delgado endlich eine Gemeinsamkeit. Bei dem Serienmörder handelt es sich um Franklin Rood, einen Schmuckverkäufer, der seinen Opfern Schmuckgegenstände verkauft hatte und so an ihre Adressen kam. 
Gerade noch rechtzeitig gelingt es Delgado schlimmeres zu verhindern und Rood festzunehmen. Nachdem Delgado mit Wendy eine Beziehung beginnt, scheint sich das Blatt für Wendy zu wenden. Doch Rood kann sich bei der Überführung ins Gefängnis befreien. Mit Schusswaffen stürmt er das Bürogebäude, in dem Wendy arbeitet und erschießt mehrere Mitarbeiter und auch Wendys Chef. Wendy hat sich jedoch eine Waffe besorgt und erschießt Rood.

## Hintergrund
Die Romanvorlage stammt von Brian Harper, ein Pseudonym des Autors Douglas Child Borton, Jr., der heute vor allem unter dem Namen Michael Prescott bekannt ist. Prescott war sehr angetan von der Verfilmung und lobte soiwohl Darstellung alös auch das relativ detailgetreue Drehbuch von Robert D. Weinbach.
Der Film wurde an Originalschauplätzen in Portland gedreht. Neben blutigen Effekten enthält er einige Gastauftritte von Größen des Genre-Films. So spielt Brad Harris in einer kurzen Sequenz den Captain. Die deutsche Titelgebung ist fragwürdig, denn der Serienmörder sammelt keine Haut, wie er es in einem anderen Roman von Prescott tut, sondern Köpfe.
Der Film erschien in den Vereinigten Staaten 2012. In Deutschland erschien er erst am 3. November 2016 als DVD-/Blu-Ray-Premiere über Tiberius Film.

## Kritiken
Das Lexikon des internationalen Films bezeichnete den Film als „[l]ustlos inszenierte[n] Slasher-Film mit schlampig entworfenen Schurken, die oft den Grat des Lächerlichen überschreiten. Ohne innere Logik breitet sich die überraschungslose Handlung mit sinnfreien Gastauftritten aus.“ Auch die Filmzeitschrift Cinema war in seiner Kritik wenig gnädig: „Wie soll Spannung entstehen, wenn sich Polizisten dämlich verhalten und die Dialoge das ‚Alles ist gut, Sie sind in Sicherheit‘-Niveau nicht überschreiten? Und der Titel Skin Collector hat mit dem Inhalt des Film nichts zu tun. (…) Blutiger Killerthriller ohne eigene Note.“
Frank Trebbin schrieb in seinem Review auf OFDb.de: „Sie sind einfach nicht totzukriegen: die mitunter recht billig gemachten DTV-Horrorstreifen, die aus dem Gros des Genres nur herauszufallen vermögen, weil sie a) durch ausgesuchte Brutalität auffallen oder b) als Sammelbecken altgedienter Schauspiel-Recken dienen. Julian Richards arbeitet sich mit seinem „Skin Collector“ (…) an beiden Varianten ab und präsentiert neben vielen blutigen (oft per CGI erzeugten) Details einige bekannte Genre-‚Größen‘.“ Der Film „unterhalte nur formelmäßig“ und sei „dem Grunde nach nur ein sehr verspäteter Abklatsch von Das Schweigen der Lämmer.“